# Kopito (gmina Danilovgrad)
Kopito (cyr. Копито) – wieś w Czarnogórze, w gminie Danilovgrad. W 2011 roku liczyła 211 mieszkańców.